# Pescolanciano
Pescolanciano es una localidad y comune italiana de la provincia de Isernia, región de Molise, con 803 habitantes.

## Evolución demográfica
| Gráfica de evolución demográfica de Pescolanciano entre 1861 y 2001 |
|                                                                     |
| Fuente ISTAT - elaboración gráfica de Wikipedia                     |